# لیکویو هایتس (میزوری)
لیکویو هایتس (به انگلیسی: Lakeview Heights) یک منطقهٔ مسکونی در ایالات متحده آمریکا است که در شهرستان بنتون، میزوری واقع شده‌است. لیکویو هایتس ۲۳۹٫۸۸ متر بالاتر از سطح دریا واقع شده‌است.